# Nagyagite
La nagyagite est une espèce minérale composée de tellurure d’or de formule AuPb(Sb,Bi)Te2-3S6. Il existe deux tellurures aurifères plus communs : la calavérite et la sylvanite. La nagyagite peut contenir des impuretés telles que de l'argent, du fer ou du bismuth.

## Historique de la description et appellations

### Inventeur et étymologie
Première approche de sa formule chimique par Martin Heinrich Klaproth en 1802, mais la description en est faite par Wilhelm Karl Ritter von Haidinger en 1845. Le nom dérive de la localité type Sacaram (anciennement appelée Nagyag), Comté de Hunedoara, Transylvanie, Roumanie.

### Topotype
Sacaram (autrefois Nagyag), Comté de Hunedoara, Transylvanie Roumanie.

### Synonymie[4]
- black Tellurium
- élasmose (élasmosine)(François Sulpice Beudant)
- or gris lamelleux

## Caractéristiques physico-chimiques

### Cristallographie
- Paramètres de la maille conventionnelle : a = 4.14, c = 30.15, Z = 2; V = 516.76
- Densité calculée = 6,81

## Gîtes et gisements

### Gîtologie et minéraux associés
GîtologieDans les zones épithermales et hydrothermales.
Minéraux associésaltaïte, calavérite hessite, krennerite, or natif, petzite, quartz, sylvanite.

### Gisements producteurs de spécimens remarquables
- États-Unis

Mayflower Prospect (West Mayflower Mine), Norwegian District (Whitehall District), comté de Madison, Montana
- Roumanie

Sacaram (Ex Nagyag), Comté de Hunedoara, Transylvanie.
- Tchéquie

Mine de Bohuliby, Jílové (Eule), Bohême centrale.

## Exploitation des gisements
UtilisationsMinéral très rare mais qui a été exploité comme minerai d’or.